# Holly Morris
Pour les articles homonymes, voir Morris.
Holly Morris (née le 30 septembre 1965 à Chicago) est une auteure, réalisatrice/productrice de documentaires, présentatrice de télévision et conférencière américaine.
En tant qu'auteur, ses articles ont été publiés dans The New York Times, Slate, The Daily Telegraph, The Week et d'autres publications nationales.
En tant que présentatrice, elle collabore notamment avec National Geographic et anime plusieurs épisodes de la série documentaire britannique Planète insolite et de ses émissions dérivées. Elle est notamment l'une des présentatrices principale de Treks in a Wild World.
En tant que réalisatrice et productrice de documentaires, elle réalise et produit notamment les films documentaires The Babushkas of Chernobyl et Exposure, distingués à plusieurs reprises.

## Biographie
Holly Morris est née à Chicago dans l'Illinois et grandit à Palatine. Elle est la fille de l'ancien joueur professionnel de football américain Johnny Morris (en) et de Jeannie Myers (en), journaliste sportive et écrivain. Elle a deux frères, Dan et Tim, et une demi-sœur, Debbie, plus âgés qu'elle.
Johnny Morris a été receveur écarté des Bears de Chicago avant de devenir animateur sportif sur WBBM-TV à Chicago et consultant sur CBS Sports. Jeannie Myers (décédée en 2020) est l'auteur du best-seller Brian Piccolo : A Short Season, l'histoire de Brian Piccolo, joueur de la Ligue nationale américaine de football décédé d'un cancer à l'âge de 26 ans.
Ses parents divorcent en 1985,, année durant laquelle elle commence sa scolarité à l'Université du Colorado à Boulder où elle obtient un diplôme en études des femmes (en anglais : degree in women's studies) et fait partie de la fraternité Phi Beta Kappa.
En 2013, son portrait est présenté dans le documentaire Gringo Trails (en).
Holly Morris vit à Brooklyn, New York, avec son partenaire Michael Kovnat et leur fille[réf. nécessaire].
Elle pratique la pêche ainsi que le parachutisme et le snowboard.

## Carrière

### Auteure et éditrice
Elle travaille à la maison d'édition Seal Press à Seattle, une des plus importantes maisons d'édition américaines spécialisées dans la littérature féministe (rachetée par Avalon en 2003 puis Perseus en 2007) où elle devient rapidement directrice éditoriale. Elle acquiert et édite de la fiction et de la non-fiction sur divers sujets, notamment sur la Troisième vague féministe, la santé, la politique internationale et les voyages. Elle y développe notamment l'un des plus importants succès de la maison d'édition : Adventura Books, une série de livres promouvant le voyage de femmes ainsi que les activités sportives et de plein air.
Holly Morris est également publiée dans des journaux tels que The New York Times, Slate, The Daily Telegraph ou The Week.

### Productrice et réalisatrice

#### The Babushkas of Chernobyl
En 2010, Holly Morris se rend à Tchernobyl à l'occasion du 25e anniversaire de la catastrophe nucléaire de Tchernobyl dans le cadre d'un épisode de Planète insolite. Dans la continuité de cette émission, son article « A country of women » est publié dans le magazine More dans lequel elle fait la chronique d'une communauté "d'auto-colons" qui vivent à l'intérieur de la zone d'exclusion de Tchernobyl.
En juin 2013, elle prononce une conférence TED sur le même sujet au TEDGlobal à Édimbourg, en Écosse.
En 2015, Holly Morris réalise et produit (avec Anne Bogart) le documentaire The Babushkas of Chernobyl, qui est présenté en avant-première au Festival du film de Los Angeles en juin 2015,. Ce documentaire, nommé et récompensé dans plusieurs festivals aux États-Unis, raconte l'histoire de plusieurs femmes qui ont décidé de retourner vivre dans la zone d'exclusion de Tchernobyl,,, et.qui refusent de la quitter malgré les risques pour leur santé.

#### Autres réalisations
En 2002, elle est productrice exécutive, scénariste/réalisatrice et animatrice de la série documentaire en huit épisodes Adventure Divas, diffusée sur le réseau PBS. En parallèle, elle est également l'auteur du livre Adventure Divas : Searching the Globe for a New Kind of Heroine (Random House, 2005, 2006),, qui est nommée Choix des éditeurs (Editors choice) du New York Times.
En 2013, elle produit et réalise le film documentaire Exposure qui raconte l'expédition menée par 12 femmes de différentes nationalités qui partent pour un trek vers le Pôle Nord. Le film est nommé dans la catégorie du meilleur film documentaire au Festival international du film de Chicago de 2021.
En tant que productrice et correspondante, Holly Morris réalise des programmes au Bangladesh, à Bornéo, au Brésil, à Cuba, au Gabon, en Guyane, en Inde, en Iran, au Malawi, au Niger, en Syrie, en Ukraine et en Zambie, entre autres pays.

### Animatrice de télévision
Entre 2000 et 2010, Holly Morris est l'une des principales animatrices de Treks in a Wild World, série documentaire britannique de voyage/aventure produite par Pilot Productions, ainsi que l'une des nombreuses animatrices de l'émission télévisée de voyage Planète insolite (Globe Trekker). Elle est également correspondante pour National Geographic Today et pour la série environnementale Outdoor Investigations.
En 2016 et 2017, Holly Morris retrouve la présentation de documentaires sur le voyage en présentant des épisodes des émissions Bateaux de l'extrême (Tough Boats) pour 3 épisodes et Routes insolites (Tough Trucks) pour 1 épisode, émissions dérivées de Planète insolite toujours produites par Pilot Productions.

## Filmographie
Sauf indication contraire, les informations mentionnées dans cette section peuvent être confirmées par la base de données cinématographiques IMDb,  présente dans la section « Liens externes ».
En tant que réalisatrice/productrice
- 2002 : Adventure Divas  (8 épisodes)
- 2015 : The Babushkas of Chernobyl (film documentaire)
- 2021 : Exposure (film documentaire)

En tant que présentatrice de documentaires
- 2000-2003 : Treks in a Wild World (18 épisodes)
- 2001-2010 : Planète insolite (15 épisodes)
- 2002 : Adventure Divas (4 épisodes) sur PBS
- 2006 : Outdoor Investigations (9 épisodes)
- 2013 : Gringo Trails (en)
- 2016 : Bateaux de l'extrême (Tough Boats) (3 épisodes)
- 2017 : Routes insolites (Tough Trucks) (1 épisode)

En tant que scénariste de documentaires
- 2002 : Adventure Divas (4 épisodes) sur PBS
- 2015 : The Babushkas of Chernobyl (film documentaire)
- 2021 : Exposure (film documentaire)

Comme sujet documentaire
- 2014 : Hedgebrook : Women Authoring Change

## Livres
- 1994 : Another Wilderness: New Outdoor Writing by Women (ouvrage collectif)
- 1995 : A Different Angle: Fly Fishing Stories by Women
- 1995 : Reading the Water: Stories and Essays of Flyfishing and Life
- 1997 : Home Field: Writers Remember Baseball (ouvrage collectif)
- 1997 : Homefield: 9 Writers at Bat (ouvrage collectif)
- 1998 : Gifts of the Wild: A Woman's Book of Adventure (ouvrage collectif)
- 1999 : Two in the Wild: Tales of Adventure from Friends, Mothers, and Daughters (ouvrage collectif)
- 2004 : Cuba in Mind: An Anthology (ouvrage collectif)
- 2005 : Adventure Divas: Searching the Globe for a New Kind of Heroine
- 2007 : 100 Places Every Woman Should Go (uniquement la préface)
- 2007 : Go Your Own Way: Women Travel the World Solo (ouvrage collectif)
- 2013 : The Best Women's Travel Writing, Volume 9: True Stories from Around the World (ouvrage collectif)

## Distinctions
Sauf indication contraire, les informations mentionnées dans cette section peuvent être confirmées par la base de données cinématographiques IMDb,  présente dans la section « Liens externes ».

### Récompenses
- Festival du film de Los Angles 2015 :
  - Mention spéciale pour The Babushkas of Chernobyl
- Festival du film indépendant de Santa Fe 2015 :
  - Prix du jury du meilleur documentaire pour The Babushkas of Chernobyl
- Festival du film de Woodstock 2015 :
  - Prix du meilleur documentaire pour The Babushkas of Chernobyl
- Festival du film de Floride 2016 :
  - Prix du meilleur documentaire pour The Babushkas of Chernobyl
- Festival du film de Salem 2016 :
  - Prix du public du meilleur film pour The Babushkas of Chernobyl
  - Prix spécial du jury du meilleur documentaire pour The Babushkas of Chernobyl
- Festival du film de Sun Valley 2016 :
  - Prix du documentaire pour The Babushkas of Chernobyl

### Nominations
- Festival du film de Los Angles 2015 :
  - Meilleur film documentaire pour The Babushkas of Chernobyl
- Festival international du film de Chicago 2021 :
  - Meilleur documentaire pour Exposure